# Oberek

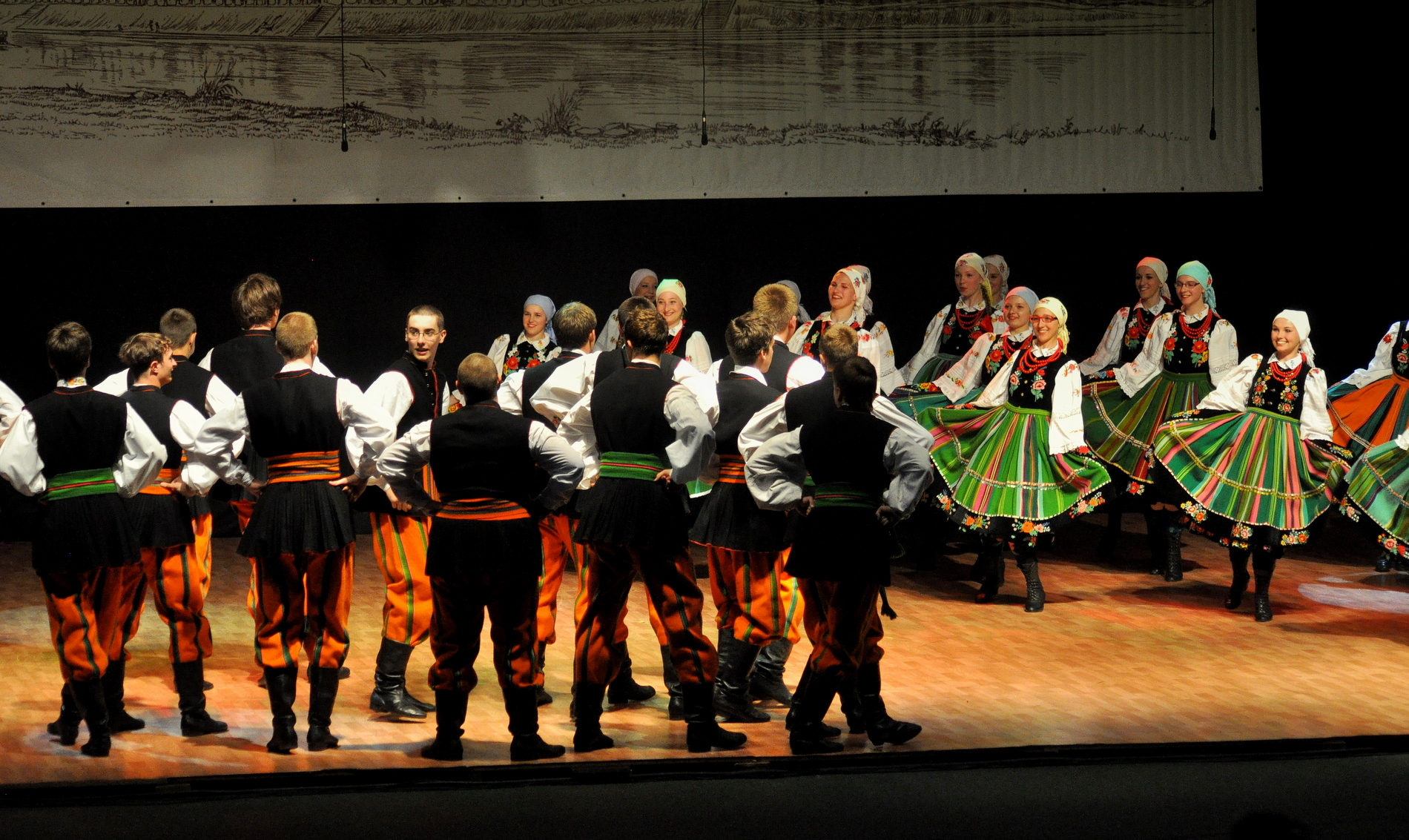
El grup de dansa tradicional polonès "Mali Gorzowiacy"

L'oberek, també conegut com a obertas o ober, és una dansa polonesa amb molt de ritme. Comparteix alguns passos amb la masurca. El nom "oberek" prové del polonès "obracać się" que vol dir "girar". Aquesta dansa consisteix en la realització de moltes voltes i salts. Presenta un pas molt més ràpid que el vals polonès. Així mateix, és una de les danses nacionals de Polònia. És la més ràpida de les cinc danses nacionals de Polònia: polonesa, masurca, kujawiak, krakowiak i oberek. Quan es balla l'oberek, es fan passos molt ràpids i constantment es realitzen girs. L'encant del oberek depèn de les habilitats del ballarí per donar voltes a un ritme tan ràpid.
Hi ha una versió del col·lectiu polonès als Estats Units d'Amèrica. L'"oberek polonès-americà" és una dansa social i els seus passos i la música són una mica diferents de la dansa original de Polònia. Originalment, els immigrants polonesos van portar l'oberek a Amèrica al pas del segle xix al xx. És unt tipus de música que als Estats Units interpreten les bandes a més de les polques. Dins el col·lectiu d'immigrants polonesos, l'oberek és la segona dansa més popular després de la polca.